# Troll della Terra di Mezzo
I Troll  sono una razza di Arda, l'universo immaginario fantasy creato dallo scrittore inglese J. R. R. Tolkien. Sono grandi creature umanoidi caratterizzate da una straordinaria forza fisica e da uno scarso intelletto.

## Genesi
Per creare i suoi Troll, Tolkien non attinse alla mitologia norvegese, secondo la quale i troll sono creature magiche con particolari doti soprannaturali, ma li plasmò come creature vili, rozze, comunque in grado di comunicare tra di loro con un linguaggio proprio. Secondo Tolkien, le forze oscure storpiarono degli Ent, gli antichi abitatori delle foreste destati da Yavanna nei tempi antichi, per crearli, imitandone stazza e forza, ma con un risultato decisamente diverso oppure diedero vita ad esseri di pietra, nient'altro che burattini nelle mani di Morgoth e Sauron e del loro male.

### Nome
Nella traduzione italiana de Lo Hobbit per Adelphi il termine "Troll" viene reso come "gli Uomini Neri".
Nell'edizione italiana del Signore degli Anelli (Rusconi, Milano 1970), come iniziale traduzione di troll venne usata la parola "vagabondo", proposta dalla traduttrice Vittoria Alliata di Villafranca in accordo col curatore dell'edizione Quirino Principe. Successivamente, con la revisione della traduzione operata nel 2004, si ritornò al termine originale di "troll".

## Razze di Troll

### I Troll delle montagne
I Troll delle montagne (o di Mordor) appartengono ad una razza comparsa nelle terre a sud di Bosco Atro e lungo i confini di Mordor negli ultimi anni della Terza Era. Sono definiti Olog-hai; alcuni hanno supposto che essi appartengano ad una stirpe di Orchi giganti, ma in realtà i Troll delle montagne sono in tutto e per tutto dissimili da quelle creature. Sopportano la luce purché sorretti dalla volontà del loro Signore e sono soliti portare una corazza per difendersi meglio benché abbiano una spessa e coriacea pelle; molti di loro dimorano nella valle di Gorgoroth, a Mordor. L'unico linguaggio da loro conosciuto è quello Nero ideato da Sauron.
Questa razza di Troll combatte durante l'assedio di Minas Tirith; essi spingono l'ariete Grond contro il grande cancello della Città Bianca. Il loro capitano guida l'assalto contro l'Esercito dell'Ovest nello scontro del Cancello Nero; esso ferisce la guardia della Cittadella Beregond, ma prima che possa finirla, interviene Peregrino Tuc che lo uccide e per questo chiama in seguito la sua lama "Terrore dei Vagabondi".

### I Troll delle pietre
Oltre ai Troll di Mordor, nei libri dello scrittore vengono citate altre stirpi; tra essi, i Troll delle Pietre, probabilmente la razza meno orrenda. A tale categoria appartengono Berto, Maso e Guglielmo. Sono chiamati in questo modo perché se sono colpiti dal sole si tramutano in pietra, sono molto stupidi e lenti di comprendonio, non sono soliti portare corazze. Sono anche noti per la capacità di poter comunicare e parlare con altre creature, a differenza degli altri Troll che possiedono un linguaggio incomprensibile per esse.

### I Troll di caverna
Vi sono poi i Troll di caverna che dimorano in profonde aule sotterranee, quali le Miniere di Moria; uno di essi guida l'assalto dei goblin di Moria contro la Compagnia dell'Anello. Tolkien lo descrive con braccia ricoperte da squame verdognole e sangue nero.

### I Troll delle nevi
Nell'appendice A de Il Signore degli Anelli ("La casa di Eorl"), nel racconto riguardante Helm Mandimartello, Tolkien in un passaggio paragona il leggendario re ad un Troll delle nevi, tuttavia è l'unica informazione disponibile su tale razza, dove alcuni esemplari ne Il Signore degli Anelli: La guerra del Nord compaiono nelle montagne vicino a Monte Gundabad. Inoltre un esemplare affronta la compagnia di elfi guidata da Galadriel nella fortezza di Dùrnost, durante il primo episodio della serie Gli Anelli del Potere.

### Altri
Alcuni addirittura suppongono che "gli Uomini neri simili a Troll" provenienti dal Lontano Harad, e che parteciparono alla Battaglia dei Campi del Pelennor, possano essere un innaturale e terrificante incrocio fra Uomini e Troll.
Nel videogioco La Terra di Mezzo: L'ombra di Mordor vengono citati i Troll di collina. Di loro si sa solo che hanno la pelle squamosa e che possono resistere anche al sole di mezzogiorno.

## Berto, Maso e Guglielmo

Berto, Maso e Guglielmo nell'adattamento cinematografico di Peter Jackson

Il ruolo più rilevante ricoperto da troll nel legendarium tolkieniano è quello svolto da Berto, Maso e Guglielmo ne Lo Hobbit. Bilbo e i Nani, viaggiando in luoghi selvaggi, vi si imbattono. I tre mostri catturano la compagnia di Nani mentre sono in cammino per la Montagna Solitaria; mentre discutono sul modo in cui papparseli, interviene lo stregone Gandalf che, imitando la voce dei tre Troll e confondendoli, fa loro dimenticare di nascondersi all'alba; così Berto, Guglielmo e Maso si tramutano in pietra, infatti questa razza di Troll non sopporta la luce del sole che li pietrifica. Successivamente si scoprirà che i tre Troll avevano una caverna dove potevano ripararsi alla vista del sole che conteneva ossa, cibo e un grande bottino, da cui Bilbo, Gandalf e Thorin prenderanno rispettivamente Pungolo, Glamdring e Orcrist, tre spade elfiche forgiate a Gondolin i cui nomi saranno rivelati da Elrond durante il soggiorno della compagnia a Gran Burrone.
Nel viaggio di Frodo Baggins ne La Compagnia dell'Anello, le tre statue compaiono dopo i fatti di Colle Vento.
Compaiono nel film Lo Hobbit del 1977, dove due dei troll sono doppiati nella versione originale da Paul Frees e Don Messick. Nella trilogia de Il Signore degli Anelli diretta da Peter Jackson, i tre Troll sono menzionati in alcune occasioni e i loro corpi pietrificati compaiono in una scena estesa de Il Signore degli Anelli - La Compagnia dell'Anello (nella versione cinematografica, invece, compaiono solo di sfuggita). In Lo Hobbit - Un viaggio inaspettato diretto da Peter Jackson, i tre Troll vengono interpretati attraverso dalla motion capture da Mark Hadlow (Berto), William Kircher (Maso) e Peter Hambleton (Guglielmo). Rispetto al romanzo, i tre troll vengono tratti in inganno da Bilbo (e non da Gandalf); lo hobbit, infatti, prende tempo (discutendo sul come mangiare i nani legati nei sacchi) fino a quando non compare la luce dell'alba che trasforma i tre troll in pietra.